# Coppa Mitropa 1969-1970
La Coppa Mitropa 1969-1970 fu la trentesima edizione del torneo e venne vinta dagli ungheresi del Vasas, al quinto titolo.
Ognuna delle cinque nazioni aveva tre posti disponibili, cui si aggiungeva la detentrice.

## Partecipanti
| Nazione                   | Squadra                                                                    | Campionato | Note                                    |
| ------------------------- | -------------------------------------------------------------------------- | --- | --------------------------------------- |
| Cecoslovacchia (bandiera) | Internacional Bratislava Lokomotiva Kosice SK Slavia Praha Bohemians Praha | Qualificata come detentrice 10º campionato di Cecoslovacchia 1968-69 11º campionato di Cecoslovacchia 1968-69 1º campionato di Cecoslovacchia 2. liga - Skupina B 1968-69 | 4º campionato di Cecoslovacchia 1968-69 |
| Italia (bandiera)         | Hellas Verona SS Lazio Brescia                                             | 10º campionato d'Italia 1968-69 1º campionato d'Italia serie B 1968-69 2º campionato d'Italia serie B 1968-69                                                             |                                         |
| Jugoslavia (bandiera)     | Hajduk Split Vardar Skopje Radnicki Kragujevac                             | 6º campionato di Jugoslavia 1968-69 10º campionato di Jugoslavia 1968-69 1º campionato di Jugoslavia Druga Liga 1968-1969                                                 |                                         |
| Ungheria (bandiera)       | Vasas Honvéd Csepel                                                        | 3º campionato d'Ungheria 1968 4º campionato d'Ungheria 1968 5º campionato d'Ungheria 1968                                                                                 |                                         |
| Austria (bandiera)        | Wacker Innsbruck Admira First Vienna FC                                    | 7º campionato d'Austria 1968-69 8º campionato d'Austria 1968-69 1º campionato d'Austria Regionalliga Ost 1968-69                                                          |                                         |

## Torneo

### Ottavi di finale
Gare giocate dal 29 ottobre al 10 dicembre
| Squadra 1                | Totale | Squadra 2         | Andata | Ritorno |
| ------------------------ | ------ | ----------------- | ------ | ------- |
| Internacional Bratislava | 6 - 1  | First Vienna FC   | 6 - 1  | N.D.    |
| Wacker Innsbruck         | 3 - 3  | Csepel            | 1 - 2  | 2 - 1   |
| Hajduk Split             | 3 - 1  | Brescia           | 3 - 1  | 0 - 0   |
| Honvéd                   | 3 - 2  | SS Lazio          | 1 - 1  | 2 - 1   |
| Vasas                    | 4 - 3  | Vardar Skopje     | 1 - 1  | 3 - 2   |
| SK Slavia Praha          | 7 - 1  | Hellas Verona     | 4 - 1  | 3 - 0   |
| Radnicki Kragujevac      | 2 - 1  | Lokomotiva Kosice | 2 - 0  | 0 - 1   |
| Admira                   | 4 - 2  | Bohemians Praha   | 2 - 1  | 2 - 1   |

### Quarti di finale
| Squadra 1           | Totale | Squadra 2                | Andata | Ritorno |
| ------------------- | ------ | ------------------------ | ------ | ------- |
| SK Slavia Praha     | 3 - 3  | Hajduk Split             | 1 - 1  | 2 - 2   |
| Admira              | 1 - 7  | Vasas                    | 0 - 4  | 1 - 3   |
| Radnicki Kragujevac | 2 - 5  | Honvéd                   | 2 - 1  | 0 - 4   |
| Wacker Innsbruck    | 1 - 3  | Internacional Bratislava | 0 - 3  | 1 - 0   |

### Semifinali
| Squadra 1       | Totale | Squadra 2                | Andata | Ritorno |
| --------------- | ------ | ------------------------ | ------ | ------- |
| SK Slavia Praha | 1 - 2  | Vasas                    | 1 - 1  | 0 - 1   |
| Honvéd          | 1 - 3  | Internacional Bratislava | 0 - 1  | 1 - 2   |

### Finale
Gare giocate il 10 e 20 giugno
| Squadra 1                | Totale | Squadra 2 | Andata | Ritorno |
| ------------------------ | ------ | --------- | ------ | ------- |
| Internacional Bratislava | 3 - 5  | Vasas     | 2 - 1  | 1 - 4   |

## Classifica marcatori
|  | Gol | Marcatore            | Squadra                  |
|  | --- | -------------------- | ------------------------ |
|  | 6   | János Farkas         | Vasas                    |
|  | 3   | Dragolyub Zhivkovich | Radnicki Kragujevac      |
|  | 3   | Lajos Kocsis         | Honvéd                   |
|  | 3   | Mikuláš Krnáč        | Internacional Bratislava |
|  | 3   | Lajos Puskás         | Vasas                    |
|  |     |                      |                          |